# میان تپان (۲)
میان تپان (۲) مربوط به مس سنگی است و در شهرستان دورود، بخش سیلاخور، دهستان سیلاخور، ۱ک متری جنوب شرقی روستای کاغه واقع شده و این اثر در تاریخ ۲۸ شهریور ۱۳۸۶ با شمارهٔ ثبت ۱۹۵۴۱ به‌عنوان یکی از آثار ملی ایران به ثبت رسیده است.